# Максимова, Екатерина Сергеевна
Екатери́на Серге́евна Макси́мова (1 февраля 1939[…], Москва — 28 апреля 2009[…], Москва) ― советская и российская артистка балета, актриса, педагог; народная артистка СССР (1973). Лауреат Государственной премии СССР (1981), Государственной премии РСФСР им. братьев Васильевых (1984) и Государственной премии РСФСР им. М. И. Глинки (1991).

## Биография
Родилась 1 февраля 1939 года в Москве.
Училась в Московском хореографическом училище (ныне Московская государственная академия хореографии). В 1957 году победила на Всесоюзном конкурсе артистов балета в Москве, в том же году дебютировала в партии Маши в балете П. И. Чайковского «Щелкунчик» (хореография В. И. Вайнонена). После окончания училища в 1958 году по классу педагога Е. П. Гердт была принята в балетную труппу Большого театра, где её педагогом-репетитором стала Г. С. Уланова.
Постоянным партнёром по сцене был её муж Владимир Васильев. Среди других партнёров были Марис Лиепа, Александр Богатырёв.
Гастролировала в США, Канаде, Австрии, Дании, Норвегии, Финляндии, Венгрии и др. Танцевала на таких сценах, как «Ла Скала» (Милан), «Метрополитен-опера» (Нью-Йорк), «Гранд-опера» (Париж), «Ковент Гарден» (Лондон) и «Колон» (Буэнос-Айрес). Начиная с 1978 года выступала в зарубежных труппах «Балет XX века» М. Бежара (1978), театр «Сан-Карло» (1986, 1988—1989), Марсельский балет (1987), Английский национальный балет (1989). С 1980 года танцевала в спектаклях ансамбля «Московский классический балет». В 1982 году по приглашению Ф. Дзеффирелли снялась в его «Травиате» (па-де-де Е. Максимовой и В. Васильева было заснято с одного дубля). Режиссёром А. Белинским специально для неё были сняты фильмы-балеты «Галатея», «Анюта», «Старое танго» и др.
В 1980 году окончила ГИТИС по специальности «педагог-балетмейстер». С 1982 года преподавала на кафедре хореографии ГИТИСа (с 1996 года — профессор).
В 1988 году вместе с другими солистами «пенсионного возраста» была скандально уволена из театра Ю. Н. Григоровичем.
С 1990 года — педагог-репетитор вновь организованного театра «Кремлёвский балет». В 1998 году, после того, как В. Васильев был приглашён руководить балетом Большого театра, смогла вернуться в театр в качестве педагога.
Среди её учениц — Н. Балахничёва, Т. Предеина, Ж. Богородицкая (в «Кремлёвском балете»), С. Лунькина, М. Рыжкина, А. Никулина (в Большом театре).
Была членом жюри Российской независимой премии в области высших достижений литературы и искусства «Триумф» (с 1992).

### «Арабеск»
Вместе с мужем В. Васильевым организовывала и проводила в Перми конкурс артистов балета «Арабеск», возглавляла его жюри с 1996 по 2008 год. В 2008 году супружеская пара отмечала пятидесятилетие творческой деятельности и X конкурс проводился в их честь. Следующий, XI конкурс, прошёл уже после смерти балерины, и был посвящён её памяти. С 2012 года «Арабеск» и его высшая награда, Гран-при, носят имя Е. Максимовой.

### Семья
- Дед — Густав Густавович Шпет (1879—1937), философ, психолог, теоретик искусства, филолог.
- Муж — Владимир Викторович Васильев (род. 1940), артист балета, балетмейстер, хореограф, театральный режиссёр, педагог; народный артист СССР (1973), лауреат Ленинской (1970) и Государственной премии СССР (1977).

### Последние годы жизни
Последний раз выступила на балетной сцене в 1999 году.
Написала автобиографическую книгу «Мадам нет» (Москва, 2003).
Екатерина Максимова скоропостижно скончалась 28 апреля 2009 года на 71-м году жизни в Москве во сне в собственной квартире. Похоронена на Новодевичьем кладбище Москвы (участок № 5).

## о Е. С. Максимовой
«Фуэте». Е. Максимовой
Всё начиналось с Фуэте,

Когда Земля, начав вращение,

Как девственница в наготе,

Разволновавшись от смущения,

Вдруг раскрутилась в темноте.

Ах, только б не остановиться,

Не раствориться в суете,

Пусть голова моя кружится

С Землёю вместе в Фуэте.

Ах, только б не остановиться,

И если это только снится,

Пускай как можно дольше длится

Прекрасный Сон мой ― Фуэте!

Всё начиналось с Фуэте!

Жизнь ― это Вечное движенье,

Не обращайтесь к Красоте

Остановиться на мгновенье,

Когда она на Высоте.

Остановиться иногда

На то мгновение ― опасно,

Она в движении всегда

И потому она прекрасна!

Ах, только б не остановиться…
— Валентин Гафт

Ты ― лёгкая, но с грузом всей вселенной,

Ты ― хрупкая, но крепче нет оси,

Ты ― вечная, как чудное мгновенье

Из пушкинско-натальевской Руси.
— Валентин Гафт

Она ― балерина потрясающая, намного обогнавшая своё время по эстетике танца. И в исполнении классики, и в современной хореографии. Каждый период времени несёт своё, изменяется техника, но посмотрите сегодня на танец Катюши — он остаётся эталонным и ничуть не устаревает — ни по технике, ни по внутренней одухотворённости. Катя родилась балериной с идеальным телом, красивыми ногами, совершенными пропорциями. Любой незатейливый и наивный сюжет классической балетной сказки она наделяла духовным содержанием и особой романтической красотой. Грандиозно талантливый танец Максимовой и Васильева очищал зрителей, каждому становилось понятно, что не всё в жизни уродливо и плохо, есть надежда, что хорошее всё же будет.— Михаил Лавровский

В 1980 году французский хореограф Пьер Лакотт ставил балет «Натали, или Швейцарская молочница». Первой исполнительницей заглавной партии стала Екатерина Максимова. Головокружительному успеху предшествовали мучительные репетиции. Катя есть Катя. Её требовательность к себе границ не имела. Время от времени в наш кабинет врывался бушующий хореограф, за ним еле поспевала переводчица: «Сделайте хоть что-нибудь, она опять говорит, что всё плохо и у неё точно не получится…» Тогда в зал шёл мой муж Василёв, брал за талию эту хрупкую драгоценность, она постепенно оттаивала, репетиция продолжалась. В нашей труппе Катюша станцевала Джульетту — отчаянную и нежную. Она умела в танце соединять времена: отрешённость Средневековья, свободу Ренессанса, дерзость современности и вечный стон женской души. Потом была Ева в «Сотворении мира» — тоненькая трогательная девочка, жаждущая понимания и любви. За два сезона, которые провела у нас Катюша, мы много гастролировали, были аншлаги. Иногда удивляются, почему Катя и Володя, которым поклонялся весь мир, не уехали на Запад. Для них это было невозможно. Как-то лежим мы на пляже в Бразилии, на самом экваторе, полное блаженство. Я спрашиваю: «Катюш, о чём думаешь?» В ответ: «О даче в Снегирях, побыстрее бы туда вернуться».— Наталия Касаткина

Эта маленькая, хрупкая, прелестная женщина обладала характером мощным и незаурядным. Она была словно стальная пружинка. Вспоминаю, как она впервые — после перерыва почти в год, перенеся серьёзную операцию на позвоночнике, танцевала «Жизель». Мы все дрожали от страха: что будет? Я сидела в партере рядом с Катиной мамой Татьяной Густавовной (она почему-то решила, что я помогу ей преодолеть волнение) и врачом, который делал операцию. Так и волновались рядышком. В первом действии есть фрагмент, когда счастливая пейзанка Жизель, подпрыгивая на одной ножке, на кончике пуанта пересекает по диагонали всю сцену. Вариация очень сложная и всегда сопровождается овациями. Нам просто хотелось закрыть глаза. Милое же лицо Кати-Жизели не выражало никакой тревоги. Когда вариация благополучно завершилась, мы схватились за руки, поздравляя друг друга. На наших глазах совершался настоящий подвиг. Открытием Кати, конечно, стали фильмы, где она поразила недюжинным дарованием драматической актрисы. Когда я сегодня вижу «Фуэте», «Галатею», «Чаплиниану», «Классную даму», не устаю удивляться тому, сколь широка и универсальна была артистическая индивидуальность Кати. Она могла всё! Великие актёры естественны на сцене, она же — из тех, кто оставался естественным и в жизни. Никогда не старалась казаться интересной, в ней не было никакой позы.— Ирина Антонова

Скромность Кати казалась беспредельной. Она, конечно, не могла не знать, что из себя представляет, но своей славой никогда не пользовалась. Была удивительно, иногда до смешного застенчива. Наша полувековая дружба родилась в Щелыково — этот кинешемский край мы обожали. Катюша ходила за грибами, мариновала их, солила, стряпала, готовила грибную похлёбку — всё делала с удивительной аккуратностью и дотошностью. Она была человеком глубочайшей честности. С тем, кто совершал предательство, Катя разрывала отношения сразу и навсегда — вернуть её расположение не представлялось возможным. Другом Катюша оказалась верным. Мы знали, что если кто-то из нас позвонит и скажет, что надо приехать, то вопроса «Зачем?» не последует. Мы помчимся на помощь.— Ирина Карташёва

Мысли всё время возвращаются к моему педагогу Екатерине Сергеевне Максимовой. Я думаю, что бы она сказала и посоветовала. Её слово всегда было точным, её советы всегда срабатывали. Даже те, что не относились к профессии, меняли мою жизнь: в ней была непоказная житейская мудрость. Не раз убеждалась в том, что максимовские подсказки оказывались единственно правильными. При всей своей занятости она меня не бросала, репетировала со мной совершенно бескорыстно. Мне неоднократно рассказывали, как перед зарубежными гастролями Большого театра её спрашивали: «Екатерина Сергеевна, а Вы как проведете свободные дни?» Она отвечала: «А я полечу к Танечке, в Челябинск». Она подарила мне свою Анюту, которую я танцую на каждом нашем фестивале «В честь Екатерины Максимовой».— Татьяна Предеина

## Творчество
В репертуаре балерины ― крупнейшие партии классического репертуара, а также множество партий в современных балетах.

### Балетные партии
По воспоминаниям педагога МХУ С. Холфиной, первой танцевальной партией ученицы младших классов Е. Максимовой на сцене Большого театра стала Птичка из свиты феи Весны в балете «Золушка».
Большой театр
- «Жизель» А. Адана — Па-де-де (1958), Жизель (1960 — хореография Ж. Коралли, Ж. Перро и М. Петипа в редакции Л. Лавровского)
- «Лебединое озеро» П. Чайковского — Танец маленьких лебедей (1958), Одетта-Одиллия (1968); хореография А. Горского, М. Петипа, Л. Иванова, А. Мессерера
- «Каменный цветок» С. Прокофьева ― Катерина (1959)
- «Медный всадник» Р. Глиэра ― Коломбина (1960)
- «Бахчисарайский фонтан» Б. Асафьева — Танец с колокольчиками (1960), Мария (1962)
- «Конёк-горбунок» Р. Щедрина ― Водяница (1960)
- «Тропою грома» К. Караева — Лиззи (1960)
- «Шопениана» на музыку Ф. Шопена — Сильфида (1959—1960)
- «Лесная песня» М. Скорульского — Мавка (1961)
- «Пламя Парижа» Б. Асафьева — Жанна (1961)
- «Щелкунчик» П. И. Чайковского ― Маша (1962 ― хореография В. Вайнонена; 1966 — хореография Ю. Григоровича)
- «Паганини» С. Рахманинова ― Муза (1962)
- «Спартак» А. Хачатуряна ― Нимфа (1962), Фригия (1968)[20]
- «Вальпургиева ночь» Ш. Гуно (из оперы «Фауст») ― Вакханка (1962)
- «Класс-концерт» на музыку Д. Шостаковича, А. Глазунова, А. Лядова, хореография А. Мессерера ― Солистка (1963)
- «Спящая красавица» П. Чайковского — Принцесса Флорина (1963), Аврора (1964 ― хореография Ю. Григоровича по М. Петипа, первая редакция; 1973 ― хореография Ю. Григоровича по М. Петипа, вторая редакция)
- «Золушка» С. Прокофьева ― Золушка (1964 ― хореография Р. Захарова)
- «Петрушка» И. Стравинского — Балерина (1964)
- «Дон Кихот» Л. Минкуса — Китри (1965 — хореография М. Петипа и А. Горского)
- «Икар» С. Слонимского ― Девушка (1971)[20], Эола (1976)
- «Ромео и Джульетта» С. Прокофьева ― Джульетта (1973 ― хореография Л. Лавровского)
- «Эти чарующие звуки…» на музыку А. Корелли, Дж. Торелли, В. Моцарта, Ж.-Ф. Рамо, хореография В. Васильева ― Солистка (1978)
- «Ромео и Юлия» Г. Берлиоза, хореография и постановка М. Бежара (большое адажио из балета) ― Юлия (1979)
- «Гусарская баллада» Т. Хренникова — Шура Азарова (1980)
- «Анюта» на музыку В. Гаврилина по А. Чехову, хореография В. Васильева ― Анна (1986)
- Миниатюры «Элегия», «Ария», «Менуэт», «Вальс», «Увертюра на еврейские темы», «Русская», хореография В. Васильева.

На сценах других театров
- «Натали, или Швейцарская молочница», композиторы А. Гировец и М. Карафа ди Колобрано, хореография П. Лакотта по Ф. Тальони ― Натали (1980, Московский классический балет)
- «Повесть о Ромео и Джульетте» С. Прокофьева, хореография Н. Касаткиной и В. Василёва ― Джульетта (1981, Московский классический балет)
- «Онегин» П. Чайковского по А. Пушкину, хореография Дж. Кранко ― Татьяна (1989, Английский национальный балет)
- «Золушка» С. Прокофьева, хореография В. Васильева ― Золушка (1991, «Кремлёвский балет»)
- «Сотворение мира» А. Петрова, хореография Н. Касаткиной и В. Василёва ― Ева (1994, Московский классический балет)

Будучи на гастролях, исполняла ведущие партии в балетах М. Бежара (Юлия — «Ромео и Юлия» на музыку Г. Берлиоза, 1978, труппа «Балет XX века»); Р. Пети (Роза — «Голубой ангел» на музыку М. Констана, 1987, «Марсельский балет», Франция); В. Васильева (Анюта — «Анюта» на музыку В. Гаврилина, 1986, Театр «Сан-Карло», Неаполь); Л. Ф. Мясина (Продавщица перчаток — «Парижское веселье» на музыку Ж. Оффенбаха, 1988, Театр «Сан-Карло», Неаполь); Б. Менегатти (Ромола Нижинская — «Нижинский», 1989, Театр «Сан-Карло», Неаполь); Дж. Кранко (Татьяна — «Онегин» на музыку П. И. Чайковского, 1989, Английский Национальный Балет).
Моноспектакли
- 1990 — «Песнь песней» (творческая группа «Отражение», реж. А. В. Парра)
- 1994 — «Художник читает Библию» (реж. В. В. Васильев)

### Фильмография

#### Видеозаписи балетных спектаклей
Большой театр
- 1970 — «Спартак» — Фригия (композитор А. Хачатурян, балетмейстер-постановщик Ю. Григорович, дирижёр А. Жюрайтис)
- 1974 — «Ромео и Джульетта» — Джульетта (композитор С. Прокофьев, балетмейстер-постановщик Л. Лавровский, дирижёр А. Жюрайтис)
- 1978 — «Щелкунчик» — Маша (композитор П. Чайковский, балетмейстер-постановщик Ю. Григорович, дирижёр А. Копылов)
- 1979 — «Каменный цветок» — Катерина (композитор С. Прокофьев, балетмейстер-постановщик Ю. Григорович, дирижёр А. Копылов)

Московский классический балет
- 1980 — «Натали, или Швейцарская молочница» — Натали (композиторы А. Гировец и М. Карафа ди Колобрано, балетмейстер-постановщик П. Лакотт по Ф. Тальони, дирижёр В. Эдельман)

Театр балета Государственного Кремлёвского дворца
- 1994 — «Золушка» — Золушка (композитор С. Прокофьев, балетмейстер-постановщик В. Васильев, дирижёр М. Плетнёв)

#### Художественные кинофильмы, фильмы-балеты
- 1958 — «Человек человеку» (фильм-концерт)
- 1960 — «Хрустальный башмачок» (фильм-балет) — фея Весны (реж. Р. Захаров, А. Роу)
- 1961 — «СССР с открытым сердцем» (фильм-концерт) — Катя (реж. В. Катанян, Л. Кристи)
- 1964 — «Секрет успеха» (фильм-балет) — Муза
- 1969 — «Москва в нотах»
- 1970 — «Трапеция» (фильм-балет) — Девочка (реж. Ф. Слидовкер, В. Смирнов-Голованов)
- 1971 — «Вальпургиева ночь» (фильм-балет) —  Вакханка
- 1971 — «Хореографическая симфония» (телефильм-концерт)
- 1973 — «Хореографические новеллы» (телефильм-концерт)
- 1974 — «Ромео и Джульетта» (фильм-балет) — Джульетта
- 1977 — «Мама» — хореографические номера
- 1977 — «Галатея» (фильм-балет) — Элиза Дулиттл (реж. А. Белинский)
- 1978 — «Щелкунчик» (фильм-балет) — Маша
- 1979 — «Старое танго» (фильм-балет) — Франческа-«Петер» (реж. А. Белинский)
- 1980 — «Большой балет» (фильм-балет)
- 1980 — «Жиголо и Жиголетта» (фильм-балет) — Стелла (реж. А. Белинский)
- 1981 — «50 лет театру кукол Сергея Образцова» (фильм-спектакль)
- 1981 — «Эти чарующие звуки…» (фильм-балет) ― Солистка
- 1982 — «Анюта» (фильм-балет) — Анюта (реж. А. Белинский)
- 1982 — «Сотворение мира» («Адам и Ева») (фильм-балет) — Ева (реж. Н. Касаткина, В. Василёв)
- 1982 — «Травиата» (фильм-опера) — испанская танцовщица (реж. Ф. Дзеффирелли)
- 1985 — «Я хочу танцевать» (фильм-балет), хореография В. Васильева — солистка
- 1985 — «Фрагменты одной биографии» на музыку аргентинских композиторов (фильм-балет), хореография В. Васильева — солистка
- 1986 — «Фуэте» — Елена Сергеевна Князева / Маргарита (реж. Б. Ермолаев, В. Васильев)
- 1987 — «Чаплиниана» (фильм-балет) — фаворитка Диктатора / примадонна варьете (реж. А. Белинский)
- 1988 — «Гран па в белую ночь» (телефильм-концерт)
- 1995 — «Классная дама» (короткометражный) — Наталья Давыдовна (реж. А. Белинский)

#### Документальное кино
- 1958 — «Душой исполненный полет»
- 1960 — «Путь в Большой балет»
- 1958 — «Королева Бельгии Елизавета в Советском Союзе»
- 1959 — «Балет Большого театра в Америке»
- 1970 — «Парад аттракционов»
- 1973 — «Дуэт» (фильм, посвящённый творчеству Е. Максимовой и В. Васильева)
- 1973 — «Американский фермер в СССР» — фрагменты балета «Спящая красавица»
- 1982 — «Страницы современной хореографии»
- 1987 — «Балет от первого лица»
- 1990 — «Катя и Володя» (реж. Д. Делуш, Франция)
- 1990 — «И осталось, как всегда, недосказанное что-то…»
- 1991 — «Откровения балетмейстера Федора Лопухова»
- 1995 — «Слава Большого балета»
- 1999 — «Катя» (реж. Н. Тихонов)
- 2003 — «Личная жизнь Екатерины Максимовой»
- 2004 — «Когда танец становится жизнью» (реж. Н. Тихонов)
- 2007 — «Марис Лиепа» (из цикла передач телеканала «ДТВ» «Как уходили кумиры»)
- 2009 — «Фуэте длиною в жизнь» Н. Тихонов
- 2009 — «Екатерина Максимова. „Великая“» («Первый канал»)[21]
- 2010 — «Васильев и Максимова. „Танец судьбы“» («ТВ Центр»)[22]
- 2019 — «Катя. Письмо из прошлого» (Авторский фильм Владимира Васильева)[23]

## Звания и награды
Государственные награды:
- Заслуженная артистка РСФСР (1964)[24]
- Народная артистка РСФСР (1969)
- орден Трудового Красного Знамени (1971)[4]
- Премия Ленинского комсомола (1972) — за выдающееся исполнительское мастерство, большой вклад в развитие советского хореографического искусства
- Народная артистка СССР (1973)
- орден Ленина (1976)
- Государственная премия СССР (1981) — за исполнение партий в балетных спектаклях и телефильмах последних лет
- Государственная премия РСФСР имени братьев Васильевых (1984) — за исполнение заглавной партии в фильме-балете «Анюта» (1981)
- Государственная премия РСФСР имени М. И. Глинки (26 декабря 1991) — за концертные программы последних лет[25]
- Два ордена Дружбы народов (1981, 28 января 1994) — за выдающиеся заслуги в области хореографического искусства и большой личный вклад в развитие мировой культуры[26])
- орден «За заслуги перед Отечеством» III степени (30 января 1999) — за выдающиеся успехи в области хореографического искусства[27]
- орден «За заслуги перед Отечеством» IV степени (1 декабря 2008) — за большой вклад в развитие отечественного хореографического искусства и многолетнюю творческую деятельность[28]

Другие награды, премии, поощрения и общественное признание:
- Всесоюзный конкурс артистов балета в Москве (1957, золотая медаль)[29]
- VII Международного фестиваля молодежи и студентов в Вене (1959, 1-я премия и золотая медаль)
- Международный конкурс артистов балета в Варне (1964, 1-я премия)[4]
- Премия имени А. Павловой Парижской академии танца (1969)[4]
- Премия имени М. Петипа «Лучший дуэт мира» (совместно с В. В. Васильевым, 1972, Парижская академия танца)
- Премия Академии Симба (Италия, 1984)[29]
- Премия «Вместе за мир» (1989, Италия)
- Премия имени Дж. Тани — «Лучший дуэт» (совместно с В. В. Васильевым; 1989, Италия)
- Действительный член Международной академии творчества (1989)
- Премия ЮНЕСКО и медаль имени П. Пикассо (1990)[29]
- Премия имени С. П. Дягилева (1990)
- Театральная премия «Хрустальная Турандот» (1993) (Специальный приз «Хрустальная Роза» — Золотой хореографический дуэт совместно с В. В. Васильевым)[30]
- Приз «Душа танца» (номинация «Мэтр танца») журнала «Балет»
- Международная премия «За искусство танца имени Л. Ф. Мясина»[31]
- Академик Академии российского искусства (1995)[29]
- Почётный профессор МГУ (1995)
- Член исполкома Российского центра Международного совета танца при ЮНЕСКО
- Почётная грамота Правительства Российской Федерации (29 января 1998) — за большой личный вклад в развитие национального искусства России, организацию и проведение концертных программ и общественно-политических мероприятий[32]
- Благодарность Президента Российской Федерации (22 марта 2001) — за большой вклад в развитие отечественного музыкально-театрального искусства[33]
- Офицер ордена Риу-Бранку (2004, Бразилия)[34]

## Память
- 2 февраля 2024 года к 85-летию балерины Владимир Васильев провёл на сцене Большого театра памятный вечер в её честь «Фрагменты одной биографии»[35].